# 神功皇后

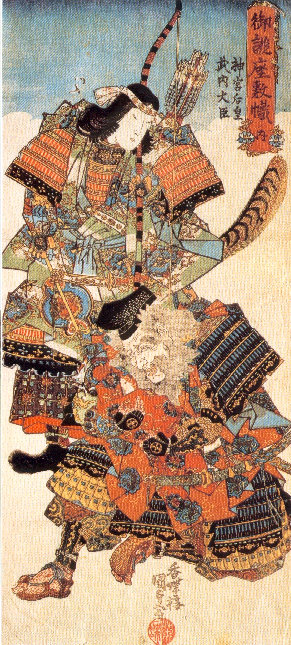
神功皇后肖像

神功皇后（日语：／ Jingū Kōgō）為日本古坟时代的皇族，日本历史上第14代天皇仲哀天皇的皇后、第15代天皇应神天皇的生母，原名不可考，其谥号在《日本书纪》中被称作气长足姬尊（日语：／ Okinaga tarashihime no mikoto），《古事记》裡则记为息长带姬命（日语：／ Okinaga tarashi hime no mikoto）。她是彦坐王的四世孙女，父亲息长宿祢王是开化天皇的玄孙，母亲葛城高额媛则是新罗王子天日槍的后裔。传说她在仲哀天皇去世後曾长期摄理朝政，为日本史上首位女性君主，在明治时代之前大多把她作为第15代天皇或準天皇。她三度出征朝鲜半岛也开日本海外拓土之先例，但事多不确。太安萬侣（《古事记》的作者）将她与邪马台国的卑弥呼女王相聯繫。

## 歷史與傳說

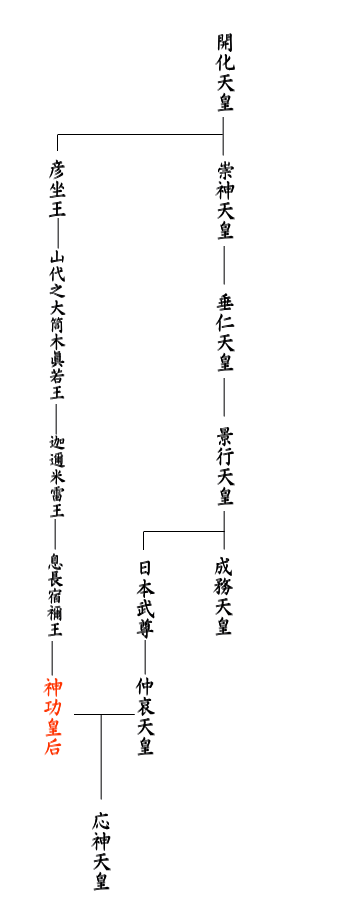
神功皇后血缘关系图

### 身世与早年
根据日本六国史之首的《日本书纪》记载，神功皇后的父亲是开化天皇的玄孙息长宿祢王，母亲则是葛城的高额媛。而根据日本最早的史书《古事记》上卷记载，高额媛为新罗王子天日槍的后裔，也就是说神功皇后具有朝鲜人的血统。
据记载，神功皇后於成务天皇40年出生，自幼聪明睿智且貌美端莊，其父王息长宿祢很是惊奇。
仲哀天皇二年春正月十一日，被天皇立為皇后。天皇家为了保持血统的高贵，皇后都在皇族中挑选；神功皇后与仲哀天皇源于同一祖先——开化天皇，是远房亲戚，也算是皇族（见右图）。
仲哀天皇在位第八年，因記恨熊襲建宮時未進貢，決心起兵討伐。可是在與群臣討論作戰計畫時，神卻托付皇后之口，說到熊襲之地貧困不值一戰，反而海外的“處女之睩”，即新羅國，遍地金銀彩衣。如以天皇御船與大田祭之，則兵不血刃可收其地。天皇自高處眺望卻不見其地，始終未依神意出兵，因而激怒神而於隔年逝世。
為平息神之怒，神功皇后建立齋宮，並於天皇去世後隔月入齋宮為神主，命中臣烏賊津使主為審神者。這期間她遣使入熊襲使其臣服，親自征討不服朝廷的羽白熊鷲，並殲滅土蜘蛛的田油津媛，大致穩住國內局勢。

### 三韓征討

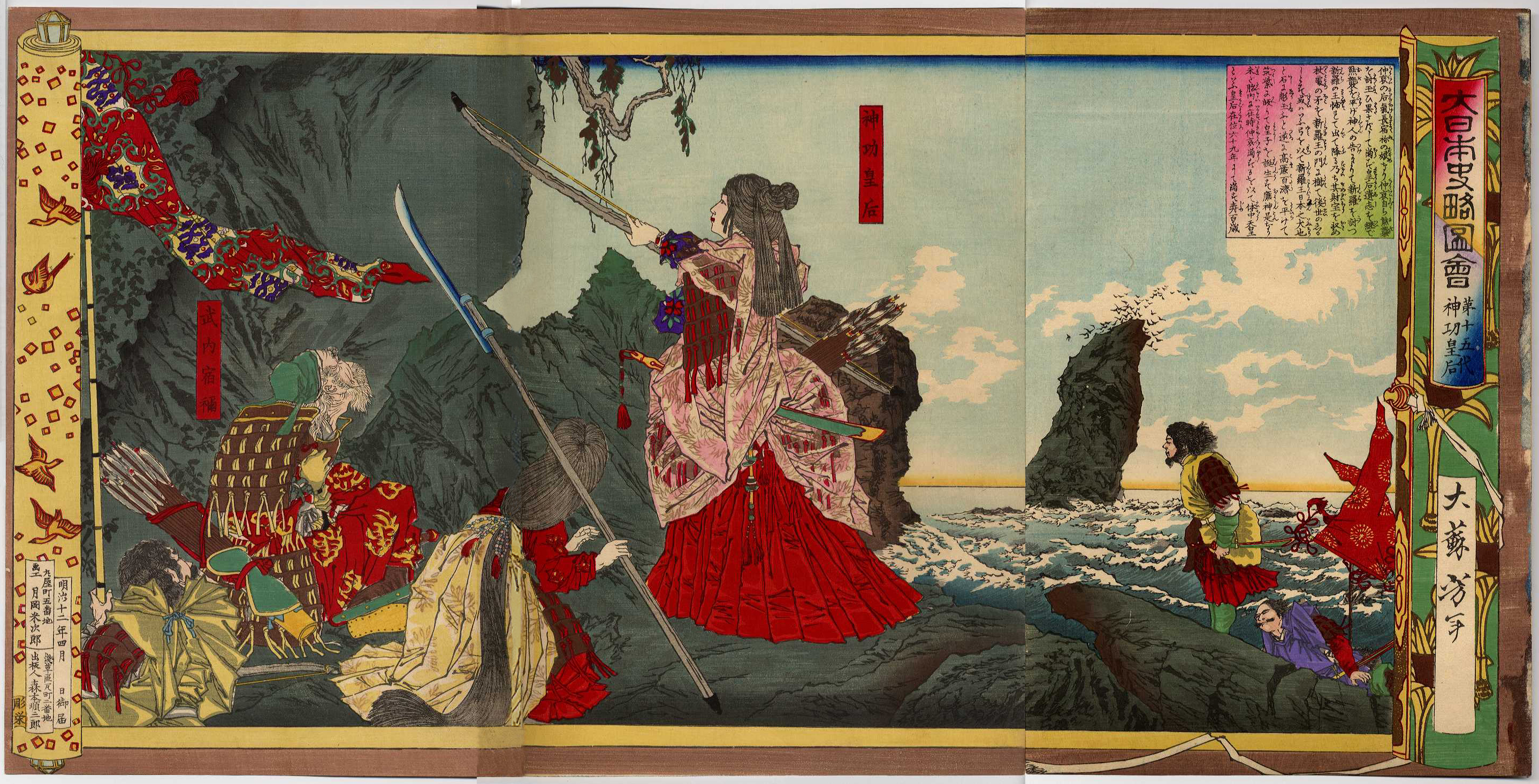
親征朝鮮的神功皇后（1880年月岡芳年繪）

齋戒完皇后回宮，便親自祭神以圖西征。為驗神靈之語，她以海水洗髮，結果頭髮分成兩邊。皇后因此結髮為髻，扮成男子相貌，並對諸臣宣告征討之令，準備親征新羅。
當年九月，皇后召集兵士進行操練。為表達遵從神旨，皇后親自向大三輪神社獻上刀矛，並要求大軍嚴守軍紀不畏戰。同時，身懷六甲的皇后為求他日凱旋能順利回國生產，將石頭綁在腰上以期和魂能保佑船隻。隔月，大軍出海，由於風向配合，且無任何意外發生，全軍順利抵達新羅。
由於事發突然，加上皇后軍隊士氣高昂，毫無準備的新羅王看到大軍前來便以為全國已無能戰之兵，只好穿戴素服，自備白旗到皇后船前請降。皇后給予新羅王不殺之恩，並率領大軍入國都搜括一番後親自將矛插在新羅王宮前，要新羅王每年朝貢，隨即同大軍載著八十艘戰利品回國，而新羅以外的百濟、高句麗聽到皇后之威，也相繼入朝進貢。返國後兩個月，皇后於筑紫產下一子，即日後的應神天皇。
這次征討搶回若干漢人，包括高宮郡、桑原郡、佐摩郡、忍海郡等地之漢人皆為其後人。

### 二王謀反
隔年，皇后至穴門豐浦宮為先皇發喪，然後從海路回大和京城。由於皇后產子勢必繼承為天皇，先皇與大中姬所生的麝阪王與忍熊王不願屈從幼主，便藉口建造先皇陵墓之事，派遣軍隊駐紮運石材的船上準備攔截皇后。
皇后得知消息後，將皇子托付給武內宿禰，命其從四國外側航至紀伊，自己則穿越瀨戶內海面對親王軍。航行途中，皇后船艦遇到困難無法前進，便在古水門占卜並分別以葉山媛令、海上五十狹茅和長媛令獻祭給天照大神、稚日女尊和代主尊三位神祇，終能順利出海，躲過親王軍而回京。
回京後，皇后命武內宿禰率軍討伐熊忍王。由於武內宿禰使計得宜，熊忍王軍大敗而逃。在海上一番追擊後，走投無路的熊忍王投海自盡，叛亂結束。該年10月，皇后正式攝政，並於隔月埋葬先皇於河內國長野陵。

### 攝政
皇后攝政三年，立親生皇子譽田別尊（即日後的應神天皇）為皇太子。攝政39年遣使赴中國，隔年受奉詔書、印綬。攝政第47年，百濟遣使入貢日本，與新羅使者一同入朝晉見。由於新羅貢物又多又好，百濟貢物卻又少又劣，皇后同太子質問百濟使者。使者卻答覆其貢物於途中被新羅劫走且使者被殺，而新羅又以其貢物冒充本國貢品。為此，皇后與太子遣使指責新羅。
皇后攝政49年，皇后遣荒田別與鹿我別率軍，準備再次討伐新羅。然後又派木羅斤資與沙沙奴跪率領的援軍赴朝，兩軍於卓淳會師後直攻新羅並大破之，接著平定鄰近七個地區，然後在登辟支山上與百濟王父子率領的軍隊會盟，於是附近的四個部落相繼前來稱臣，大和軍隊厚禮謝百濟。自此，百濟開始定期入貢日本。
皇后攝政62年，新羅王未入朝進貢，皇后派遣襲津彥討伐新羅。攝政第66年，再度遣使赴中國。皇后攝政第69年於稚櫻宮駕崩，享壽百歲，隔年葬於狹城盾列陵。

## 現代研究與懷疑
《三國志·魏志·倭人傳》云：「景初二年六月，倭女王遣大夫難升米等詣郡，求詣天子朝獻，太守劉夏遣吏將送詣京都。其年十二月，詔書報倭女王曰：『制詔親魏倭王卑彌呼：……』」。《日本書紀》第九卷云：「（神功皇后）三十九年，是年也，太歲巳未。《魏志》云：『明帝景初三年六月，倭女王遣大夫男斗米等詣郡，求詣天子朝獻。』」
由於《日本書紀》提到皇后曾遣使赴中國入貢，傳統上認為神功皇后是歷史上實際存在過的人物，甚至主張皇后就是邪馬台國女王卑彌呼。但太平洋戰爭以後，日本興起疑古的風潮，神功皇后這位傳奇人物也被逐漸受人質疑，有人進而主張她是從皇極天皇和持統天皇等女天皇生平塑造出來的虛構人物。至於《日本書紀》中關於神功皇后攝政其間曾數次赴中國入貢的描述，現今被認為是《日本書紀》的寫作者為了湊合大和朝廷和「卑彌呼」之關係而編造出來的內容。
中國吉林出土的國岡上廣開土境平安好太王碑所記載的日本於辛卯年征韓之事，其時間與神功皇后的事蹟不謀而合，古時候被認為是神功皇后存在的佐證，而今學術界則認為只是巧合。為了避免天皇之位於歷史上長時間空置的情況，日本在明治維新以前將神功皇后視作天皇或準天皇的地位，也曾在明治維新時期發行印有神功皇后肖像的紙幣。此故事在1880年代正式寫入教科書，直到太平洋戰爭後才廢除。

## 世数争议

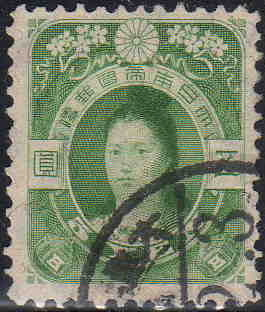
大日本帝國時期的郵票（1908年）

神功皇后一度被记入天皇世数，作为第15代天皇，而《大日本史》则驳斥其说法。其文曰：“按仲哀之崩，天下无主，皇后奉遗腹，以号令四海，称为胎中之帝。然应神既生，宜立为天子，而立为太子，名实不正。皇后疑乎即真矣。后世徒见其迹，遂列皇统世次，大失旧史之旨。《古事记》历叙帝王治天下，宜以应神接仲哀之后，不数皇后。至于《日本纪》，则特书曰摄政元年，其义亦严矣。且女主即真，如推古、持统，皆称天皇，而皇后则否。其后议定追谥，亦曰神功皇后，而不奉天皇之号。由是观之，其不宜列于帝纪审矣。虽然，仲哀、应神之际，皇后称制，实行天子之事，故今不没其实，备后举动于二帝本纪，而不别作皇后纪。”

### 引用
1. ↑  舒明天皇之前的历代日本天皇其名和其和式谥号相同，应不是本名，故不可考。

## 外部連結
- 《古事記》卷之二——第十一章　神功皇后
- 《日本書紀》——卷第九　神功皇后　氣長足姬尊 （页面存档备份，存于）